# François Bastil
François Bastil est un homme politique français né le 25 mars 1743 à Labastide-du-Haut-Mont (Lot) et décédé à une date inconnue.

## Biographie
Administrateur du district, puis sous-préfet de Gourdon, il est député Bonapartiste du Lot de 1804 à 1814.

## Sources
- Ressource relative à la vie publique :   - Base Sycomore
- « François Bastil », dans Adolphe Robert et Gaston Cougny, Dictionnaire des parlementaires français, Edgar Bourloton, 1889-1891 [détail de l’édition]